# 奎伦伴随
同伦论中，两个封闭模型范畴C、D之间的奎伦伴随指一种特殊的范畴间的伴随，通过全导函子结构，在同伦范畴Ho(C)与Ho(D)之间建立伴随关系。奎伦伴随为纪念数学家丹尼尔·奎伦而名。

## 正式定义
给定两个封闭模型范畴C、D，奎伦伴随是一对
(F, G): C {\displaystyle \leftrightarrows } D
伴随函子，F左伴随G，使得F保留了上纤维化与平凡上纤维化；或根据封闭模型公理，G保留了纤维化与平凡纤维化。在这样的伴随关系中，F是左奎伦函子，G是右奎伦函子。

## 性质
由公理可知，奎伦函子保留了（上）纤维化对象间的弱等价。奎伦的全导函子公理称，左全导函子
LF：Ho(C) → Ho(D)
是右全导函子
RG: Ho(D) → Ho(C)
的左伴随。这样的伴随(LF, RG)称为导伴随。
若(F, G)是上述的奎伦伴随，使
F(c) → d
与c上纤维化、与d纤维化在D中是弱等价，当且仅当
c → G(d)
是C的弱等价，则称之为封闭模型范畴C、D的奎伦等价。这时，导伴随是范畴的伴随等价，因此
LF(c) → d
是Ho(D)的同构，当且仅当
c → RG(d)
是Ho(C)的同构。